# Pia Sociedade de São Francisco Xavier para as Missões Estrangeiras

A Pia Sociedade de São Francisco Xavier para as Missões Estrangeiras (em latim Pia Societas Sancti Francisci Xaverii pro exteris missionibus) é um instituto religioso masculino católico cujos afiliados são chamados popularmente "xaverianos" e referidos com a sigla "SX".
A congregação foi fundada em Parma por Guido Maria Conforti em 3 de dezembro de 1895, dia de São Francisco Xavier. Não podendo ser missionário em razão de ter uma saúde fraca, abriu um seminário. O primeiro grupo de missionários constituiu uma congregação missionária "além fronteiras" (primeiro anúncio) e começaram na China, em 1898.
A  Pia Sociedade foi aprovada pela Santa Sé em 21 de outubro de 1921.